# اتحاد المستقلين والمتعاطفين النيجيريين
اتحاد المستقلين والمتعاطفين النيجيريين (بالفرنسية: Union nigérienne des indépendants et sympathisants)‏ كان حزبا سياسيا في النيجر.

## تاريخ
تأسس الحزب في مايو 1948 من قبل مزيج من الأعضاء السابقين في الحزب التقدمي النيجيري والمستقلين. في انتخابات فرعية للجمعية الوطنية الفرنسية في يونيو من ذلك العام، تم انتخاب مرشح الحزب جورج كوندات بنسبة 72 ٪ من الأصوات. في الانتخابات الكاملة عام 1951، فاز الحزب بكلا المقعدين النيجيريين في الجمعية الوطنية.
شهدت انتخابات الجمعية الإقليمية لعام 1952 فوز الحزب بجميع المقاعد البالغ عددها 35 مقعدا. ومع ذلك، فقد عانى من انقسامين رئيسيين في منتصف الخمسينيات. الأول في عام 1953 أعقب خلافات حول الارتباط مع الحزب التقدمي النيجيري من أجل تقديم جبهة موحدة، وشهد مغادرة كوندات لتشكيل الاتحاد التقدمي النيجيري. بعد جهود فاشلة لتوحيد الحزب الجديد مع الحزب التقدمي النيجيري، عاد كوندات إلى الاتحاد. كان الانقسام الثاني في عام 1955 سببه محاولة من قبل بعض قياداته للانضمام إلى الاتحاد مع مجموعة المستقلة في الخارج في البرلمان الفرنسي،  مع مغادرة غالبية الحزب لتشكيل كتلة العمل النيجيرية.
شهدت الانتخابات الفرنسية لعام 1956 حصول الاتحاد على 8 ٪ فقط من الأصوات وفقدان المقعدين، مع فوز تحالف كتلة العمل النيجيرية-الاتحاد التقدمي النيجيري والحزب التقدمي النيجيري بمقعد لكل منهما. تم حل الحزب في وقت لاحق عندما أسس زودي إخيا الجبهة الديمقراطية النيجيرية في عام 1957.